# Josef Lang (Politiker, 1866)

Josef Lang

Josef Lang (* 22. Oktober 1866 in Unterkriebach, Gemeinde Hochburg-Ach, Bezirk Braunau am Inn; † 24. August 1913 im Krankenhaus der Barmherzigen Schwestern Linz) war Pfarrer und Abgeordneter zum Österreichischen Abgeordnetenhaus.

## Leben
Josef Lang war Sohn des Landwirts Michael Lang († 1909). Nach dem Besuch einer Volksschule in Hochburg ging er auf ein Gymnasium in Burghausen (Bayern). Danach trat er in das Priesterseminar in Linz ein und hatte im Jahr 1890 seine Priesterweihe. Er wurde 1891 Kooperator in St. Martin im Innkreis und ab März 1892 in Aurolzmünster. Ab Oktober 1892 war er Kooperator und ab 1895 Pfarrprovisor in Haag am Hausruck. Ab 1896 war er Kooperator an der Stadtpfarre in Linz. 1897 wurde er Generalpräfekt am bischöflichen Knabenseminar Collegium Petrinum in Urfahr (heute Stadt Linz). 1901 wurde er Pfarrer in Mehrnbach und 1910 auch Administrator des Dekanats Gaspoltshofen.
Er war Ehrenbürger der Gemeinden Mehrnbach, Pramet und Gurten. 1905 wurde ihm der Titel Geistlicher Rat verliehen.
Josef Lang war römisch-katholisch und blieb zeit seines Lebens ledig, er starb am 24. August 1913 im Alter von 46 Jahren an einer Gehirnerweichung.

## Politische Funktionen
Josef Lang war vom 17. Juni 1907 bis zu seinem Tod am 24. August 1913 Abgeordneter des Abgeordnetenhauses im Reichsrat (XI. und XII. Legislaturperiode) und war dort für den Wahlbezirk Oberösterreich 8 (Landgemeinden Mattighofen, Ried) zuständig. Sein Nachfolger war der Priester Michael Huber.

## Klubmitgliedschaften
Josef Lang war ab 1907 Mitglied bei der Christlichsozialen Vereinigung und ab 1911 bei der Christlichsozialen Vereinigung deutscher Abgeordneter.